# Pietro Aldi

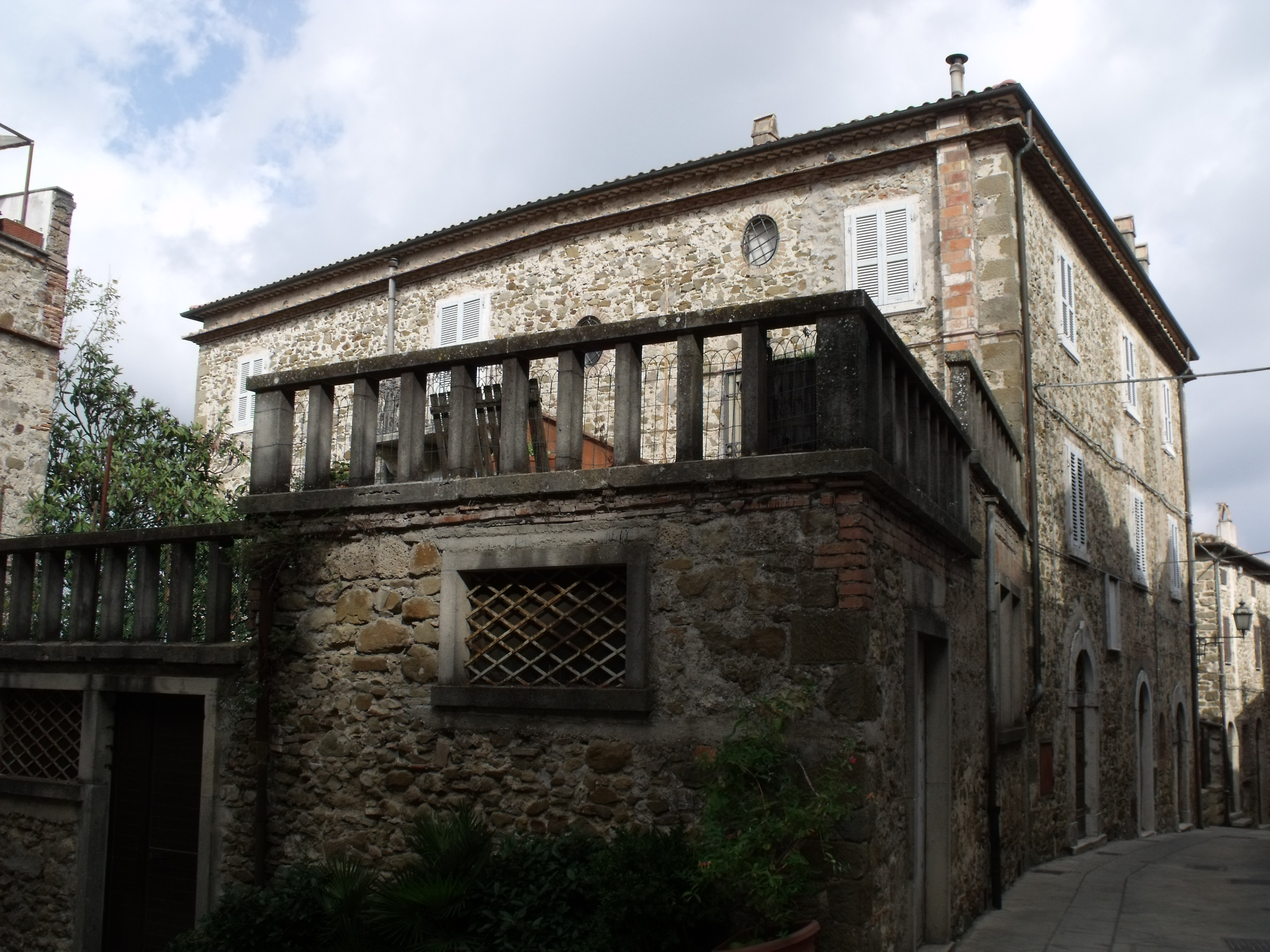
La casa natale di Pietro Aldi a Manciano

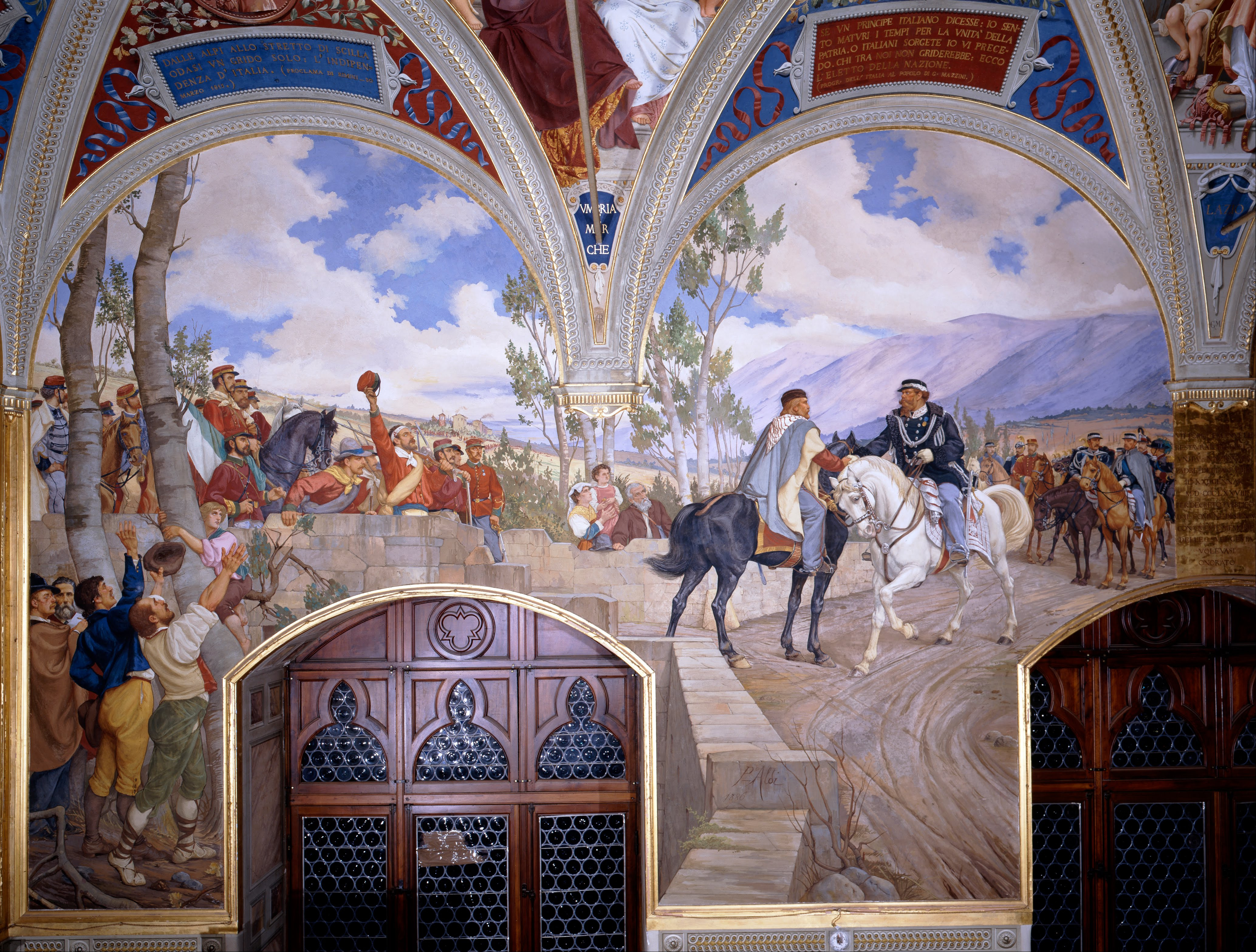
L'incontro tra Giuseppe Garibaldi e Vittorio Emanuele II. Affresco di Pietro Aldi del 1886 nella sala del Palazzo Pubblico di Siena

Pietro Aldi (Manciano, 26 luglio 1852 – Manciano, 18 maggio 1888) è stato un pittore italiano.

## Biografia
Nacque a Manciano nella Maremma grossetana da Olinto, che aveva combattuto nella battaglia di Curtatone, e da Teresa Leoni, una agiata famiglia di proprietari terrieri. Frequentò prima le scuole elementari nel suo paese natale e dopo venne inviato per volere della famiglia a studiare teologia e retorica presso il seminario di Montefiascone. Lo studio non dette i frutti sperati e dopo un solo anno si trasferì a Siena dove frequentò l'Accademia di belle arti, corso di pittura con Luigi Mussini.
Si avvicinò all'affresco e al dipinto ad olio con L'allegoria delle tre arti, Ghino di Tacco e San Bernardino da Siena. Nel Castello di Brolio affresco' alcuni guerrieri dimostrando, sebbene soltanto ventenne, una buona maestria ed una maturità tecnico-artistica. Nel 1874, vinse il concorso dell'Alunnato Biringucci con La sconfitta di Corradino di Svevia a Tagliacozzo, i cui giudici erano Amos Cassioli e Cesare Maccari, ottenendo così la possibilità di proseguire i suoi studi artistici a Roma e a Venezia dove copiò i grandi artisti del Rinascimento.
Di salute cagionevole, fece ritorno spesso a Manciano a partire dal 1877, dove affrescò la chiesa locale, anche a causa dei postumi del vaiolo. Espone nel 1883 a Roma, alla Mostra Internazionale, La morte di Isabella Orsini e Le ultime ore della libertà senese, dipinte l'anno precedente. Quest'ultima opera lo rese popolare. Nel 1886 dipinse nella Sala del Risorgimento del Palazzo Pubblico di Siena le scene dell'Incontro di Teano e dove sono affrescate scene dipinte da Amos Cassioli, Alessandro Franchi, Cesare Maccari, Gaetano Marinelli.
Stava preparando il bozzetto del Nerone che contempla l'incendio di Roma, che avrebbe dovuto mandare all'Esposizione di Parigi del 1889, quando morì a 36 anni. Tra le commemorazioni che ricevette alle sue esequie, va ricordata quella del cugino Aldo Pachetti Leoni, anch'egli pittore, nonché avvocato, di cui sappiamo che dipinse il drappellone del palio straordinario del 23 settembre 1896 in occasione dell'inaugurazione del monumento a Garibaldi, vinto dalla Contrada dell'Istrice e le decorazioni della storica farmacia del Campo, posti sotto il vincolo della Soprintendenza dal 1987.

## Opere
- L'incontro tra Giuseppe Garibaldi e Vittorio Emanuele II, affresco  del 1886 nella sala del Palazzo Pubblico di Siena
- L'armistizio di Novara (1887), affresco nel Palazzo Comunale di Siena
- Due tele realizzate nel 1885 all'interno del Duomo di Pitigliano che rappresentano:
  - L'imperatore Arrigo IV a Canossa
  - La predestinazione del giovane Ildebrando
- Le ultime ore della libertà senese (1882), Santa Maria della Scala (Sala San Pio), Siena
- Nerone contempla l'incendio di Roma, Santa Maria della Scala (Sala San Pio), Siena. Dipinto incompiuto
- Giuditta che mostra la testa di Oloferne, Palazzo del Laterano, Roma
- San Nicola di Bari, Chiesa di San Nicola, Capalbio (GR)
- Madonna col Bambino che consegna a san Paolo della Croce il progetto del convento (1880), Convento dei Padri Passionisti, Monte Argentario (GR)
- Giuramento di Ghino di Tacco, Palazzo comunale, Manciano, (GR)